# Liderzy Ukraińskiej Socjalistycznej Republiki Radzieckiej

## Pierwsi Sekretarze Komunistycznej Partii Ukrainy
| Osoba | Osoba   | Osoba                             | Kadencja             | Kadencja             |
| #     | Portret | Imię i nazwisko                   | Od                   | Do                   |
| ----- | ------- | --------------------------------- | -------------------- | -------------------- |
| 1     |         | Jurij Piatakow (1890–1937)        | 12 lipca 1918        | 9 września 1918      |
| 2     |         | Sierafima Hopner (1880–1966)      | 9 września 1918      | 21 października 1918 |
| 3     |         | Emanuel Kwiring (1888–1937)       | 21 października 1918 | 6 marca 1919         |
| (1)   |         | Jurij Piatakow (1890–1937)        | 6 marca 1919         | 30 maja 1919         |
| 4     |         | Stanisław Kosior (1889–1939)      | 30 maja 1919         | 17 listopada 1920    |
| 5     |         | Wiaczesław Mołotow (1890–1986)    | 17 listopada 1920    | 22 marca 1921        |
| 6     |         | Feliks Kon (1864–1941)            | 22 marca 1921        | 15 grudnia 1921      |
| 7     |         | Dmytro Manuilśkyj (1883–1959)     | 15 grudnia 1921      | 8 maja 1923          |
| (3)   |         | Emanuel Kwiring (1888–1937)       | 8 maja 1923          | 7 kwietnia 1925      |
| 8     |         | Łazar Kaganowicz (1893–1991)      | 7 kwietnia 1925      | 14 lipca 1928        |
| (4)   |         | Stanisław Kosior (1889–1939)      | 14 lipca 1928        | 27 stycznia 1938     |
| 9     |         | Nikita Chruszczow (1894–1971)     | 27 stycznia 1938     | 3 marca 1947         |
| (8)   |         | Łazar Kaganowicz (1893–1991)      | 3 marca 1947         | 26 grudnia 1947      |
| (9)   |         | Nikita Chruszczow (1894–1971)     | 26 grudnia 1947      | 18 grudnia 1949      |
| 10    |         | Leonid Mielnikow (1906–1981)      | 18 grudnia 1949      | 12 czerwca 1953      |
| 11    |         | Aleksiej Kiriczenko (1908–1975)   | 12 czerwca 1953      | 26 grudnia 1957      |
| 12    |         | Nikołaj Podgorny (1903–1983)      | 26 grudnia 1957      | 2 lipca 1963         |
| 13    |         | Petro Szełest (1908–1996)         | 2 lipca 1963         | 25 maja 1972         |
| 14    |         | Wołodymyr Szczerbycki (1918–1990) | 25 maja 1972         | 28 września 1989     |
| 15    |         | Wołodymyr Iwaszko (1932–1994)     | 28 września 1989     | 22 czerwca 1990      |
| 16    |         | Stanisław Hurenko (1936–2013)     | 22 czerwca 1990      | 1 września 1991      |

## Głowa państwa
| Osoba                                            | Osoba                                       | Osoba   | Kadencja          | Kadencja          | Partia polityczna |
| #                                                | Imię i nazwisko                             | Portret | Od                | Do                | Partia polityczna |
| ------------------------------------------------ | ------------------------------------------- | ------- | ----------------- | ----------------- | ----------------- |
| Przewodniczący Centralnego Komitetu Wykonawczego |                                             |         |                   |                   |                   |
| 1                                                | Hryhorij Petrowski (1878–1958)              |         | 10 marca 1919     | marzec 1938       | KPU(b)            |
| 2                                                | Łeonid Kornijec (1901–1969)                 |         | marzec 1938       | 25 lipca 1938     | KPU(b)            |
| Przewodniczący Rady Najwyższej                   |                                             |         |                   |                   |                   |
| 1                                                | Mychajło Burmystenko (1902–1941)            |         | 25 lipca 1938     | 27 lipca 1938     | KPU(b)            |
| Przewodniczący Prezydium Rady Najwyższej         |                                             |         |                   |                   |                   |
| 1                                                | Łeonid Kornijec (1901–1969)                 |         | 27 lipca 1938     | 28 lipca 1939     | KPU(b)            |
| 2                                                | Mychajło Hreczucha (1902–1976)              |         | 28 lipca 1939     | 18 stycznia 1954  | KPU(b)            |
| 3                                                | Demjan Korotczenko (1894–1969)              |         | 18 stycznia 1954  | 7 kwietnia 1969   | KPU               |
| 4                                                | Ołeksandr Laszko (1915–2002)                |         | 7 kwietnia 1969   | 4 czerwca 1972    | KPU               |
| 5                                                | Iwan Hruszecki (1904–1982)                  |         | 4 czerwca 1972    | 24 czerwca 1976   | KPU               |
| 6                                                | Ołeksij Watczenko (1914–1984)               |         | 24 czerwca 1976   | 22 listopada 1984 | KPU               |
| –                                                | Wałentyna Szewczenko (1935–2020) Tymczasowo |         | 22 listopada 1984 | 25 marca 1985     | KPU               |
| 7                                                | Wałentyna Szewczenko (1935–2020)            |         | 25 marca 1985     | 4 czerwca 1990    | KPU               |
| Przewodniczący Rady Najwyższej                   |                                             |         |                   |                   |                   |
| 1                                                | Wołodymyr Iwaszko (1932–1994)               |         | 4 czerwca 1990    | 9 lipca 1990      | KPU               |
| –                                                | Iwan Pluszcz (1941–2014) Tymczasowo         |         | 9 lipca 1990      | 23 lipca 1990     | KPU               |
| 2                                                | Łeonid Krawczuk (1934–2022)                 |         | 23 lipca 1990     | 24 sierpnia 1991  | KPU               |

## Szefowie rządu
| #                                                                 | Imię i nazwisko                   | Portret | Od                   | Do                   | Partia polityczna     |
| ----------------------------------------------------------------- | --------------------------------- | ------- | -------------------- | -------------------- | --------------------- |
| Przewodniczący Rady Komisarzy Ludowych                            |                                   |         |                      |                      |                       |
| 1                                                                 | Chrystian Rakowski (1873–1941)    |         | 29 stycznia 1919     | 11 grudnia 1919      | KPU(b)                |
| Przewodniczący Wszechukraińskiego Komitetu Wojskowo-Rewolucyjnego |                                   |         |                      |                      |                       |
| 1                                                                 | Hryhorij Petrowski (1878–1958)    |         | 11 grudnia 1919      | 19 lutego 1920       | KPU(b)                |
| Przewodniczący Rady Komisarzy Ludowych                            |                                   |         |                      |                      |                       |
| (1)                                                               | Chrystian Rakowski (1873–1941)    |         | 19 lutego 1920       | 15 lipca 1923        | KPU(b)                |
| 2                                                                 | Włas Czubar (1891–1939)           |         | 15 lipca 1923        | 28 kwietnia 1934     | KPU(b)                |
| 3                                                                 | Panas Lubczenko (1897–1937)       |         | 28 kwietnia 1934     | 30 sierpnia 1937     | KPU(b)                |
| 4                                                                 | Mychajło Bondarenko (1903–1938)   |         | 30 sierpnia 1937     | 13 października 1937 | KPU(b)                |
| 5                                                                 | Mykoła Marczak (1904–1938)        |         | 13 października 1937 | 21 lutego 1938       | KPU(b)                |
| 6                                                                 | Demjan Korotczenko (1894–1969)    |         | 21 lutego 1938       | 28 lipca 1939        | KPU(b)                |
| 7                                                                 | Łeonid Kornijec (1901–1969)       |         | 28 lipca 1939        | 5 lutego 1944        | KPU(b)                |
| 8                                                                 | Nikita Chruszczow (1894–1971)     |         | 5 lutego 1944        | 25 marca 1946        | KPU(b)                |
| Przewodniczący Rady Ministrów                                     |                                   |         |                      |                      |                       |
| 1                                                                 | Nikita Chruszczow (1894–1971)     |         | 25 marca 1946        | 26 grudnia 1947      | KPU(b)                |
| 2                                                                 | Demjan Korotczenko (1894–1969)    |         | 26 grudnia 1947      | 15 stycznia 1954     | KPU(b) (do 1952), KPU |
| 3                                                                 | Nykyfor Kalczenko (1906–1989)     |         | 15 stycznia 1954     | 28 lutego 1961       | KPU                   |
| 4                                                                 | Wołodymyr Szczerbycki (1918–1990) |         | 28 lutego 1961       | 28 czerwca 1963      | KPU                   |
| 5                                                                 | Iwan Kazaniec (1918–2013)         |         | 28 czerwca 1963      | 15 października 1965 | KPU                   |
| 6                                                                 | Wołodymyr Szczerbycki (1918–1990) |         | 15 października 1965 | 25 maja 1972         | KPU                   |
| 7                                                                 | Ołeksandr Laszko (1915–2002)      |         | 9 czerwca 1972       | 10 lipca 1987        | KPU                   |
| 8                                                                 | Witalij Masoł (1928–2018)         |         | 10 lipca 1987        | 23 października 1990 | KPU                   |
| 9                                                                 | Witold Fokin (1932–2025)          |         | 23 października 1990 | 24 sierpnia 1991     | KPU                   |